# Stellidia concinna
Stellidia concinna là một loài bướm đêm trong họ Erebidae.